# 马尔基伊
马尔基伊（法語：Marquillies，法語發音：[maʁkiji]）是法国上法蘭西大區北部省的一个市镇，位于该省中部偏西南，属于里尔区和里尔欧洲都会区。

## 地理
马尔基伊（50°33'22"N, 2°52'14"E）面积6.91 平方千米，位于法国上法蘭西大區北部省，该省份为法国最北部的省份及最长的省份，西北濒北海，西接加来海峡省，南至埃纳省和索姆省，东与比利时接壤。
与马尔基伊接壤的市镇（或旧市镇、城区）包括：比利贝尔克洛、萨洛梅、维克尔、昂泰、伊利、韦普地区桑甘。
马尔基伊的时区为UTC+01:00、UTC+02:00（夏令时）。

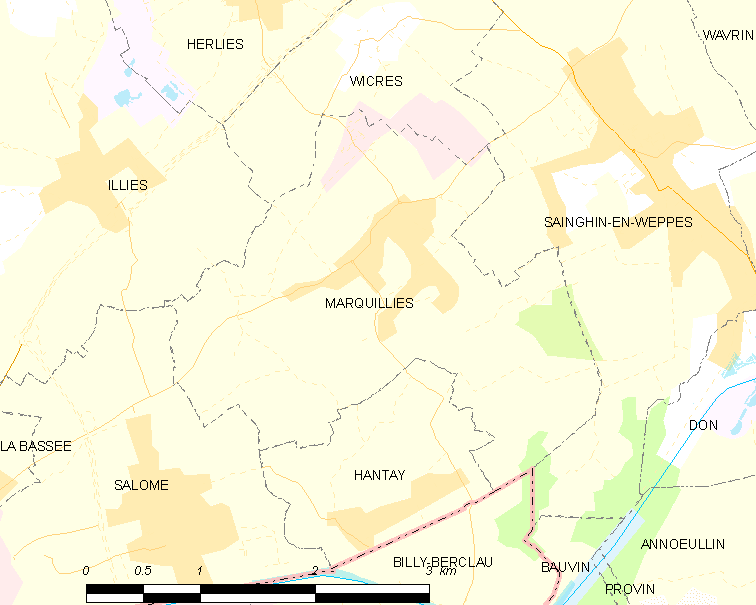
马尔基伊的OSM定位图

## 行政
马尔基伊的邮政编码为59274，INSEE市镇编码为59388。

## 政治
马尔基伊所属的省级选区为阿讷兰县。

## 人口

1962-2008年间马尔基伊人口变化图示

马尔基伊于2022年1月1日时的人口数量为1971人。